# Ryszard Michalik

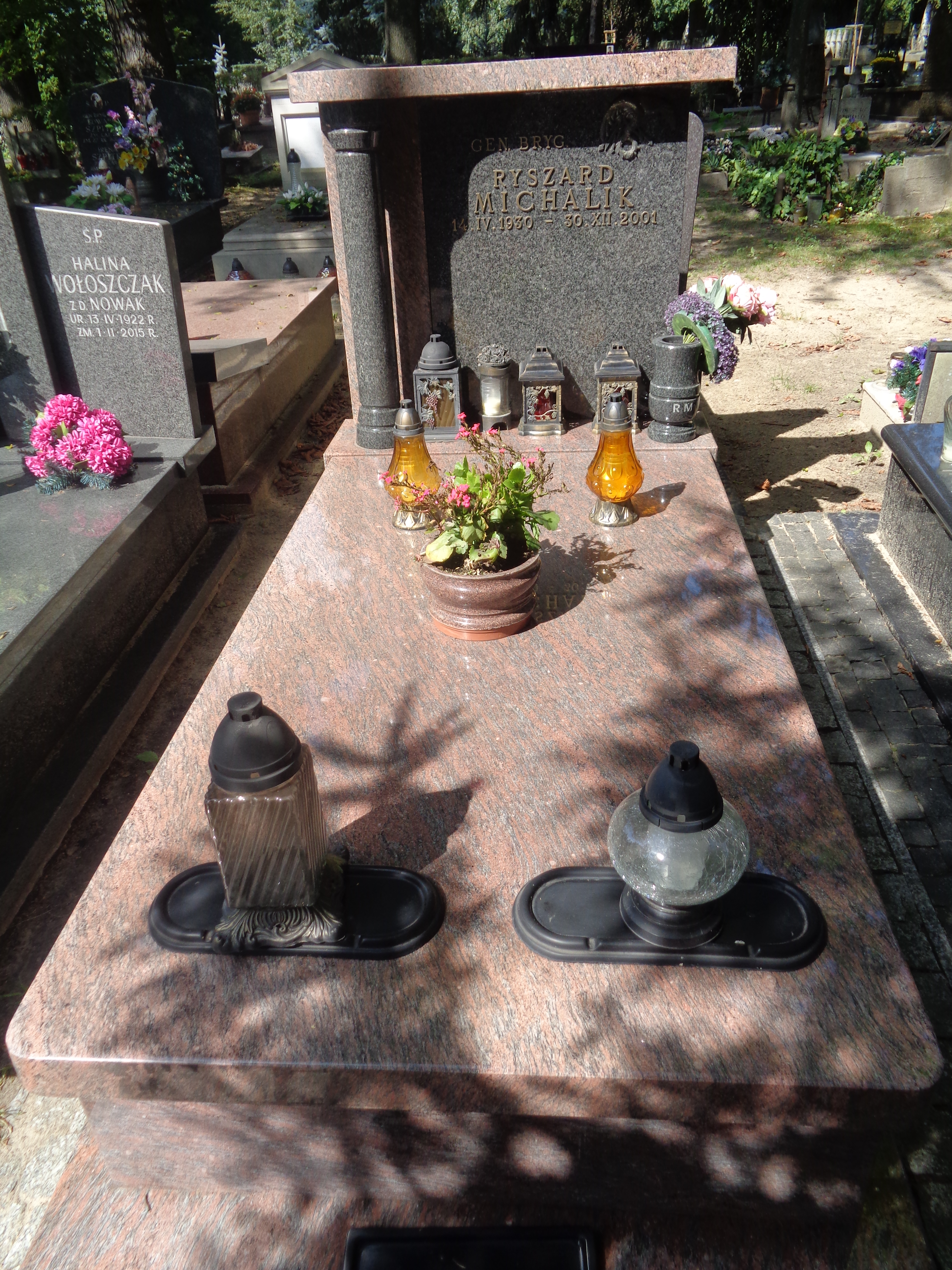
Grób Ryszarda Michalika na Cmentarzu Wojskowym na Powązkach

Ryszard Michalik (ur. 14 kwietnia 1930 w Łodzi, zm. 30 grudnia 2001 w Warszawie) – generał brygady Wojska Polskiego.

## Życiorys
Podczas wojny pracował w gospodarstwie rolnym. Absolwent Szkoły Przemysłowej w Łodzi, jednocześnie pracował jako uczeń ślusarski w Fabryce Maszyn i Aparatów i Fabryce Maszyn Tkackich. Od września 1948 służył w ludowym Wojsku Polskim, w 1950 ukończył Techniczną Szkołę Lotniczą w Warszawie i został mechanikiem lotniczym w specjalnym pułku lotniczym na Okęciu. Następnie służył jako  mechanik lotniczy w   5 Dywizji Lotnictwa Myśliwskiego w Warszawie, po kilku tygodniach przeniesiony na stanowisko mechanika w 8 Dywizji Lotnictwa Szturmowego w Bydgoszczy. 
W latach 1951–1952 był podchorążym Oficerskiej Szkoły Lotniczej nr 4 w Dęblinie, po której ukończeniu z wyróżnieniem został podporucznikiem nawigatorem. Po ukończeniu szkoły został starszym nawigatorem dowodzenia na stanowisku dowodzenia 5 Dywizji Lotnictwa Myśliwskiego. W latach 1954–1957 studiował na Fakultecie Lotniczym Akademii Sztabu Generalnego WP w Rembertowie, w międzyczasie (1956) mianowany kapitanem. Po studiach służył w Oddziale Operacyjnym Dowództwa Wojsk Lotniczych i Obrony Przeciwlotniczej Obszaru Kraju w Warszawie, gdzie był kolejno pomocnikiem szefa wydziału doskonalenia stanowisk dowodzenia (1957-1959), pomocnikiem szefa wydziału doskonalenia taktyczno-operacyjnego (1959) i starszym pomocnikiem szefa wydziału doskonalenia taktyczno-operacyjnego (1959-1962). 
Od marca 1962 pełnił obowiązki, a października 1963 do kwietnia 1970 był szefem wydziału doskonalenia taktyczno-operacyjnego w Oddziale Operacyjnym Sztabu Wojsk Obrony Powietrznej Kraju. W latach 1963-1964 przebywał na Wyższym Kursie Doskonalenia Oficerów w Wojskowej Akademii Obrony Powietrznej w Kalininie (ZSRR). W latach 1970–1973 szef sztabu – zastępca dowódcy 2 Korpusu Obrony Powietrznej Kraju w Bydgoszczy. Od 1973 do 1975 studiował w Wojskowej Akademii Sztabu Generalnego Sił Zbrojnych ZSRR im. K. Woroszyłowa w Moskwie, po czym został zastępcą szefa Zarządu I Sztabu Generalnego WP do spraw  Wojsk Lotniczych i WOPK. Od marca 1978 szef Oddziału Lotnictwa i OPK - zastępca szefa Zarządu I Operacyjnego Sztabu Generalnego WP. 
Od sierpnia 1980 zastępca szefa ds. liniowych, a od lipca 1981 szef sztabu – zastępca dowódcy 1 Korpusu Obrony Powietrznej Kraju. Od maja 1982 do maja 1985 dowódca 2 Korpusu OPK w Bydgoszczy. Na mocy uchwały Rady Państwa PRL z 30 września 1982 otrzymał nominację do stopnia generała brygady; nominację wręczył mu w Belwederze przewodniczący Rady Państwa PRL Henryk Jabłoński. Od maja 1985 do września 1988 był szefem sztabu – zastępcą dowódcy Wojsk Obrony Powietrznej Kraju. Od września 1988 szef Inspektoratu Obrony Cywilnej - zastępca szefa Obrony Cywilnej Kraju, od 28 grudnia 1989 szef sztabu i zastępca szefa Obrony Cywilnej. Następnie od 14 maja 1990 do 14 lutego 1992 był szefem Departamentu Kadr MON. W styczniu 1993 pożegnany przez ministra obrony narodowej Janusza Onyszkiewicza i przeniesiony w stan spoczynku z dniem 11 marca 1993. 
W stanie spoczynku działał w Klubie Generałów WP. Pochowany na cmentarzu Powązki Wojskowe w Warszawie (kwatera EII-8-4).

## Awanse
W trakcie wieloletniej służby w ludowym Wojsku Polskim otrzymywał awanse na kolejne stopnie wojskowe:
- podporucznik – 1952
- porucznik – 1953
- kapitan – 1956
- major – 1961
- podpułkownik – 1966
- pułkownik – 1970
- generał brygady – 1982

## Odznaczenia
- Krzyż Komandorski Orderu Odrodzenia Polski (1991)
- Krzyż Oficerski Orderu Odrodzenia Polski (1982)
- Krzyż Kawalerski Orderu Odrodzenia Polski (1971)
- Złoty Krzyż Zasługi (1963)
- Medal 30-lecia Polski Ludowej
- Medal 40-lecia Polski Ludowej
- Złoty Medal „Siły Zbrojne w Służbie Ojczyzny”
- Złoty Medal „Za zasługi dla obronności kraju”
- Order Czerwonej Gwiazdy (ZSRR, 1984)

i inne.

## Życie prywatne
Syn Andrzeja i Marii z domu Sobolewskiej. Mieszkał w Warszawie. Od 1963 żonaty z Jadwigą Teresą z domu Chrostowską - inżynierem, dwóch synów.